# Neolitsea daibuensis
Neolitsea daibuensis е вид растение от семейство Лаврови (Lauraceae). Видът е застрашен от изчезване.

## Разпространение
Разпространен е в Тайван.